# São Martinho (Santarém)
São Martinho era uma antiga freguesia de Santarém, situada na zona alta da cidade, incluindo o bairro conhecido como Alporão ou Alpram, que correspondia a uma área plana entre a Alcáçova e o principal recinto muralhado da vila (designado vulgarmente por Marvila). O território da freguesia englobava a Igreja de São João de Alporão, a Torre das Cabaças, a Judiaria, a Ermida de Santo Ildefonso e o Convento de Santa Teresa dos carmelitas descalços. A paróquia, que já existia em finais do século XII, foi extinta em 1851 e integrada na de Marvila, por decisão de D. Guilherme, Patriarca de Lisboa. A Igreja Paroquial de São Martinho, que havia sido profanada e transformada em teatro pelas tropas napoleónicas, foi demolida no final do século XIX, sendo construído no seu lugar o Teatro de Santarém. Este teatro, inaugurado em 1885, haveria mais tarde de ser chamado de Teatro Rosa Damasceno.